# Botvitus Nericius
Botvitus Nericius (Botwid von Närke; Sala, prima metà del XVI secolo – dopo il 1599) è stato un umanista e diplomatico svedese.

## Biografia
Alunno di Cristoforo Clavio al Collegio Romano, dopo gli studi ritornò in Svezia per entrare al servizio di Sigismondo III. Tra il 1580 e il 1586 si trasferì a Madrid come emissario di Sigismondo, per rafforzare l'alleanza tra la Spagna e la Svezia contro la Danimarca. Nella capitale iberica entrò alla corte di Filippo II.
Di lui si conserva uno scambio epistolare con Cristoforo Clavio. L'ultima lettera porta la data del 1599.